# Liste litauischer Schriftsteller
Die Liste litauischer Schriftsteller gibt einen Überblick über die Schriftsteller Litauens. Es besteht kein Anspruch auf Vollständigkeit.

## A
- Jonas Aistis (1904–1973)
- Eugenijus Ališanka (* 1960)

## B
- Algimantas Baltakis (1930–2022)
- Jurgis Baltrušaitis (1873–1944)
- Antanas Baranauskas (1835–1902)
- Gintaras Beresnevičius (1961–2006)
- Alexander Berkman (1870–1936)
- Jonas Biliūnas (1879–1907)
- Kazys Binkis (1893–1942)
- Kazys Boruta (1905–1965)
- Kazys Bradūnas (1917–2009)
- Bernardas Brazdžionis (1907–2002)
- Vytautas Bubnys (* 1932)

## C
- Petras Cvirka (1909–1947)

## D
- Mikalojus Daukša (um 1527/38 – 1613)
- Janina Degutytė (1928–1990)
- Kristijonas Donelaitis (1714–1780)

## G
- Ričardas Gavelis (1950–2002)[1]
- Juozas Glinskis (* 1933)
- Chaim Grade (1910–1982) (emigriert in die USA)
- Gintaras Grajauskas (* 1966)
- Juozas Grušas (1901–1986)

## I
- Jurga Ivanauskaitė (1961–2007)
- Marius Ivaškevičius (* 1973)

## J
- Antanas A. Jonynas  (* 1953)

## K
- Marius Katiliškis (1915–1980)
- Kostas Korsakas (1909–1986)
- Vincas Krėvė (1882–1954)
- Vincas Kudirka (1858–1899)
- Jurgis Kunčinas (1947–2002)
- Herkus Kunčius (* 1965)

## M
- Vytautas Mačernis (1921–1944)
- Maironis (1862–1932)
- Justinas Marcinkevičius (1930–2011)
- Martynas Mažvydas (um 1520–1563)
- Icchokas Meras (1934–2014)
- Adam Mickiewicz (1798–1855)
- Eduardas Mieželaitis (1919–1997)
- Antanas Miškinis (1905–1983)
- Vincas Mykolaitis-Putinas (1893–1967)

## N
- Salomėja Nėris (1904–1945)
- Alfonsas Nyka-Niliūnas (1919–2015)

## P
- Sigitas Parulskis (* 1965)
- Lazdynų Pelėda (1867–1926)
- Vytautas Petkevičius (1930–2008)
- Algirdas Pocius (1930–2021)
- Dionizas Poška (1757–1830)

## R
- Bronius Radzevičius (1940–1980)
- Martin Ludwig Rhesa (1776–1840)

## S
- Rimantas Šavelis (1942–2021)
- Jurgis Savickis (1890–1952)
- Ieva Simonaitytė (1897–1978)
- Mykolas Sluckis (1928–2013)
- Balys Sruoga (1896–1947)
- Simonas Stanevičius (1799–1848)
- Antanas Strazdas (1763–1833)

## Š
- Šatrijos Ragana (1877–1930)
- Ignas Šeinius (1889–1959)
- Juozas Šikšnelis (1950–2024)
- Paulius Širvys (1922–1979)
- Antanas Škėma (1910–1961)

## T
- Juozas Tumas-Vaižgantas (1869–1933)

## V
- Pranas Vaičaitis (1876–1901)
- Motiejus Valančius (1801–1875)
- Silvestras Valiūnas (1789–1831)
- Antanas Venclova (1906–1971)
- Tomas Venclova (* 1937)
- Antanas Vienuolis (1882–1957)

## Z
- Žemaitė (1845–1921)